# فيكتور بيريز (مخرج)
فيكتور بيريز (بالإسبانية: Víctor Pérez Raya)‏ هو منتج أفلام ومخرج إسباني، ولد في 11 فبراير 1981 في قرطبة في إسبانيا.

## وصلات خارجية
- فيكتور بيريز على موقع IMDb (الإنجليزية)
- فيكتور بيريز على موقع قاعدة بيانات الفيلم (الإنجليزية)
- فيكتور بيريز على موقع كينوبويسك (الروسية)
- فيكتور بيريز على موقع كينوبويسك (الروسية)